# Bibliothèque cantonale de Lugano

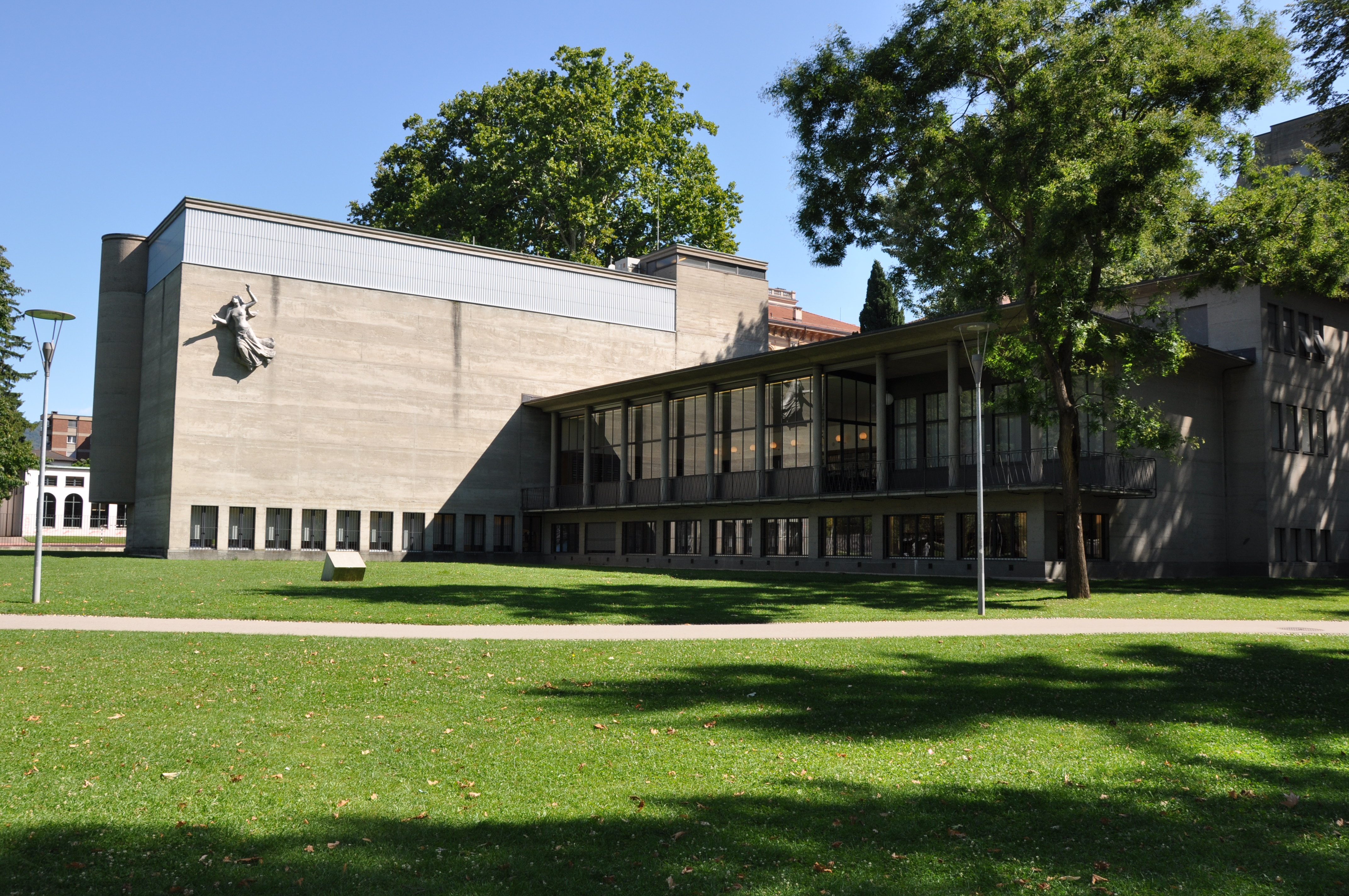
La bibliothèque cantonale de Lugano.

La Bibliothèque Cantonale de Lugano est particulière. Sa première mission est de conserver le patrimoine du Tessin et de répondre à la demande du public en information et documentation. Mais l’objectif principal de la bibliothèque est de promouvoir la culture italienne dans un pays où l’italien est minoritaire. Pour ce faire, la bibliothèque s’appuie en particulier sur la littérature et l’histoire de l’art. Elle est secondée dans sa tâche par trois autres bibliothèques cantonales située à Bellinzone, Locarno et Mendrisio.

## Historique
La Bibliothèque Cantonale de Lugano est née en 1852 d’une série de réformes sur l’instruction supérieure conduites par l’autorité politique de l’époque. Elle fut alors annexée au Liceo (lycée) situé dans le couvent de San Antonio. En 1861 commença la récolte de la Libreria Patria qui avait pour but de conserver à la bibliothèque cantonale toutes les œuvres écrites par des tessinois ou imprimées au Tessin ou ayant un rapport avec le canton. En 1904, la bibliothèque fut transférée dans le nouveau bâtiment d’études de Lugano : Elle fut également dotée d’un nouveau règlement, de plus amples moyens financiers et d’un directeur responsable. Le but de la bibliothèque était de promouvoir la culture italienne tessinoise. Puis en 1941 fut construit l’édifice où siège actuellement la BCLU. Elle devint désormais indépendante du Liceo. Après la guerre, le taux de scolarisation croissant rendit la bibliothèque plus importante et elle ne tarda pas à rencontrer des problèmes logistiques. Un crédit de 7 980 000 de francs fut finalement accordé par la Confédération en 2003 pour l’agrandissement de la bibliothèque. 

### Chronologie
- 1852 : Naissance de la bibliothèque liée alors au Liceo.
- 1861 : Début de la récolte de la Libreria Patria.
- 1904 : La bibliothèque, toujours liée au Liceo, est transférée dans le nouveau bâtiment d’étude.
- 1942 : L’actuel siège de la bibliothèque est officiellement inauguré.
- 1962 : Don à la bibliothèque de 100 incunables par le bibliophile tessinois Sergio Colombi.
- 1978 : Acquisition de l’archive de Giuseppe Prezzolini.
- 1989 : Commencement de l’automatisation de la bibliothèque.
- 1993 : Quatre bibliothèques cantonales sont désormais instituées à Lugano, Bellinzone, Locarno et Mendrisio.
- 2004 : Fin du projet Medea débuté en 2003 pour l’informatisation du catalogue. Les notices de 300 000 documents de la bibliothèque peuvent désormais être consultées par Internet.

## Fonds
La BCLU possède aujourd’hui environ 300 000 documents et 1 300 titres de périodiques. Le fonds de la bibliothèque compte également de nombreux documents audiovisuels comme des cédéroms, DVD (environ 500 titres de films), microfilms, banques de données et recueil de sites web. La bibliothèque possède aussi un fonds ancien (Fondo Antico) qui compte notamment 198 incunables. Il est constitué à la base des bibliothèques de cinq couvents sécularisés au milieu du XIXe siècle et d’autres dons littéraires. Ce fonds recense aujourd’hui 20 000 volumes. Enfin, le BCLU conserve les archives du journaliste, écrivain et éditeur italien Giuseppe Prezzolini acquises par le canton du Tessin en 1978.

## Catalogues
Un catalogue informatisé pour les 300 000 documents disponibles. Il existe toujours des catalogues sur fiches pour les livres jusqu’en 1990. Les périodiques sont en phase de catalogage systématique.